# Musique sud-coréenne en 1994
< 1993 - 1995 >
Ce qui suit est une liste d'événements et de sorties qui sont survenus en 1994 dans la musque en Corée du Sud.

## Débuts et séparation de groupe[1]

### Groupes
- Cool
- MAJOR
- J&J
- Roo'ra
- Toy
- Two Two

### Soliste
- J. Y. Park

## Sorties en 1994

### Janvier
| Date | Titre | Artiste | Genre(s) |
| ---- | ----- | ------- | -------- |

### Février
| Date | Titre | Artiste | Genre(s) |
| ---- | ----- | ------- | -------- |

### Mars
| Date | Titre              | Artiste | Genre(s)  |
| ---- | ------------------ | ------- | --------- |
| 1    | Easy Rock Single 1 | MAJOR   | Folk rock |

### Avril
| Date | Titre | Artiste | Genre(s) |
| ---- | ----- | ------- | -------- |

### Mai
| Date | Titre   | Artiste | Genre (s) |
| ---- | ------- | ------- | --------- |
| 1    | Two Two | Two Two | K-pop     |

### Juin
| Date | Titre | Artiste | Genre(s) |
| ---- | ----- | ------- | -------- |

### Juillet
| Date | Titre                                        | Artiste | Genre (s) |
| ---- | -------------------------------------------- | ------- | --------- |
| 1    | The Reason I Wanted You (너이길 원했던 이유) | Cool    | K-pop     |

### Août
| Date | Titre                        | Artiste            | Genre (s)           |
| ---- | ---------------------------- | ------------------ | ------------------- |
| 13   | Seo Taiji et les Garçons III | Seo Taiji and Boys | K-pop               |
| -    | Guitar And Dance Single 1    | J&J                | Rap, Hip-hop, Indie |

### Septembre
| Date | Titre                               | Artiste        | Genre (s) |
| ---- | ----------------------------------- | -------------- | --------- |
| 1    | Blue City                           | J. Y. Parc     | K-pop     |
| 9    | Rhythm Light Beat Black             | Deux           | Hip hop   |
| 15   | After A Long Time (그후로 오랫동안) | Shin Seung-hun |           |

### Octobre
| Date | Titre | Artiste | Genre(s) |
| ---- | ----- | ------- | -------- |

### Novembre
| Date | Titre | Artiste | Genre(s) |
| ---- | ----- | ------- | -------- |

### Décembre
| Date | Titre | Artiste | Genre(s) |
| ---- | ----- | ------- | -------- |